# Western all'italiana
Il western all'italiana (noto anche come spaghetti western o Italo-western in inglese, o anche Italoaters) è un sottogenere dei film western di produzione italiana negli anni sessanta e settanta con la partecipazione spesso di attori di valore ancora agli albori della loro carriera e che successivamente sarebbero divenute star internazionali. Tali film erano girati generalmente in Italia o in Spagna e, in rari casi, in altri paesi del Mediterraneo.
Grazie a questo prolifico filone, per circa un quindicennio (compreso grosso modo fra il 1964 e il 1978) il western conobbe una rinnovata popolarità in Italia dopo un periodo di decadenza. Questo genere di western ha avuto successo anche fuori dall'Italia, influenzando successivamente anche i temi e le convenzioni del genere western di produzione non europea.

## Storia

### Origini

Django (1966) di Sergio Corbucci, interpretato da Franco Nero, è uno dei personaggi più celebri del western all'italiana

L'espressione "spaghetti-western" nacque negli Stati Uniti d'America e stava inizialmente a indicare dei lungometraggi girati in italiano, con budget ridotti e povertà di mezzi, secondo le convenzioni dei primi western, in parte intenzionalmente, in parte come conseguenza della limitatezza delle risorse finanziarie. Nonostante un'iniziale diffidenza, il genere si andò sempre più imponendo presso il grande pubblico, mentre la critica si limitò per lungo tempo a riconoscere unicamente il valore di quello che fu il massimo esponente e maestro indiscusso del genere, il regista Sergio Leone (e di un pugno di attori impegnati nei suoi film). Costui, fin dai suoi primi lungometraggi, si era guadagnato infatti la stima e il rispetto dei propri colleghi statunitensi e una crescente popolarità presso le platee d'oltreoceano e internazionali.
Il primo western italiano fu Una signora dell'Ovest, del 1942, girato da Carl Koch, poi troviamo parodie del genere americano, quali Il fanciullo del West, del 1942 di Giorgio Ferroni ed Il bandolero stanco, del 1952 di Fernando Cerchio, con protagonisti rispettivamente Erminio Macario e Renato Rascel. I film più conosciuti, probabilmente gli archetipi del genere, sono quelli della cosiddetta trilogia del dollaro, diretti proprio da Sergio Leone, con Clint Eastwood (che diede vita al ruolo dell'uomo senza nome) e le celeberrime colonne sonore di Ennio Morricone (tre nomi che divennero sinonimi del genere stesso): Per un pugno di dollari (1964), Per qualche dollaro in più (1965) e infine Il buono, il brutto, il cattivo (1966). Quest'ultimo è senza dubbio uno dei western più famosi di tutti i tempi e godette, relativamente agli altri film, di un budget atipicamente alto: quasi un milione di dollari. A questa trilogia Leone aggiunse poi il capolavoro monumentale C'era una volta il West (1968), un affresco nostalgico sull'epopea del West al tramonto, in cui i personaggi acquistano un maggiore spessore umano e la magistrale abilità tecnica e narrativa del regista si fonde con un soggetto ricco di significati, incontrandosi idealmente con le tematiche crepuscolari del nuovo western statunitense.

### Varianti e parodie
Alcuni film di caratteristiche similari e di produzione spagnola prendono il nome di "chorizo-western" o "paella-western", mentre una pubblicità per la commedia giapponese Tampopo coniò la definizione di "noodle-western (noodles sono proprio gli spaghetti giapponesi) per descrivere la parodia di un ristorante di "noodle". I moderni film western di Robert Rodriguez sono stati soprannominati "burrito-western".
Tra le varianti del genere c'è il "western gotico", che vanta titoli, come I quattro dell'apocalisse (1975) di Lucio Fulci e Joko - Invoca Dio... e muori (1968) di Antonio Margheriti, dove alla solarità degli scenari western si contrappongono scenari cupi e cimiteriali. In Sentenza di morte di Mario Lanfranchi (1968), appare addirittura una sorta di "cowboy zombie" (ben prima del romanzo e del romanzo a fumetti La morte ci sfida di Joe R. Lansdale). Con un'etichetta più generale, le contaminazioni del western col fantastico - inclusa quindi la fantascienza e l'horror - sono state chiamate in italiano "fantawestern", che comprende pertanto sia il western gotico sia il "western spaziale", cioè un'avventura "simil-western" ambientata nello spazio, come Sette uomini d'oro nello spazio di Alfonso Brescia, del 1979, una sorta di remake fantascientifico de I magnifici sette (1960) di John Sturges.
Anche il western peplum e il thriller western hanno avuto il loro momento d'oro durante la grande stagione di uno dei generi più prolifici della storia del cinema.
È stata tuttavia la commedia, inclusa la parodia, il sottogenere del western all'italiana di maggiore successo. Nel 1965 Franco Franchi e Ciccio Ingrassia, fecero la parodia del primo film della trilogia del dollaro, dato il suo grande successo, col il loro Per un pugno nell'occhio, per la regia di Michele Lupo, proseguendo due anni dopo con Il bello, il brutto, il cretino di Giovanni Grimaldi, altra parodia di uno dei grandi film di Sergio Leone.
Daniele D'Anza nel 1968 sceneggiò per la Rai Non cantare, spara, una parodia western musicale con il Quartetto Cetra.

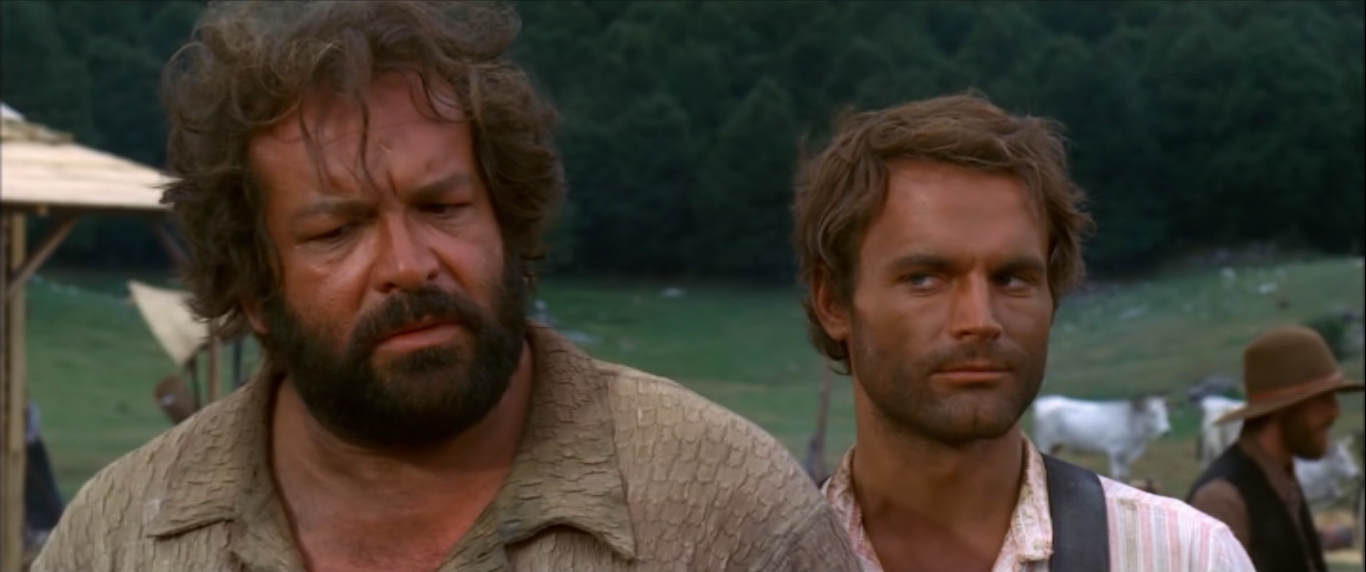
Bud Spencer e Terence Hill in Lo chiamavano Trinità... (1970) di E.B. Clucher

Va ricordato anche il fortunato filone che ha avuto come protagonisti Bud Spencer e Terence Hill, con i quali, a partire dagli anni settanta, si inaugurò una sorta di divertente parodia degli spaghetti-western, che Bud Spencer e Terence Hill hanno definito come "western comico". Terence Hill è anche il protagonista, insieme a Henry Fonda, de Il mio nome è Nessuno (1973) di Tonino Valerii. Il confronto fra i due attori è simbolico del confronto fra il western all'italiana, più ironico e autoironico, e quello tradizionale statunitense, certo prestigioso ma bisognoso di essere sospinto verso un rinnovamento radicale. Fra le parodie del western all'italiana va senz'altro annoverato West and Soda, film di animazione del 1965, prodotto e diretto da Bruno Bozzetto, «Contemporaneamente parodia, citazione, omaggio e rilettura con squarci surreali del western più classico».

### Declino e riscoperta
Il genere, dopo l'esplosione incredibile degli anni sessanta e settanta, scomparve repentinamente quasi del tutto, dando vita a pochissimi film negli anni ottanta e novanta, destino d'altronde non diverso da quello del film western in senso lato, anche statunitense, ormai quasi del tutto scomparso dalle nuove produzioni. Dalla fine degli anni sessanta alla metà degli anni settanta si affermò il genere del "poliziesco all'italiana".
Tuttavia, dagli anni ottanta, poi, si è avuta una sorta di riabilitazione ufficiale, a livello di critica, anche di alcuni film a torto considerati "minori". Tale rivalutazione, che si è estesa con gli anni anche a molti altri film ascrivibili al genere, ha trovato la sua espressione più significativa in una celebre mostra retrospettiva organizzata nell'ambito della Mostra Internazionale d'Arte Cinematografica di Venezia del 2007.
Uno degli ultimi film che si rifà al genere fu Gli spietati, del 1992, che vede l'icona del genere, Clint Eastwood, dietro la macchina da presa. Nei titoli di coda appare la significativa dedica: "a Sergio Leone" (la stessa che più di dieci anni dopo, nel 2003, Quentin Tarantino ha inserito nei titoli di Kill Bill: Volume 1 e Kill Bill: Volume 2). Un ultimo omaggio al western all'italiana è stato fatto ancora da Quentin Tarantino nel suo Django Unchained, del 2012, inserendo nella scena finale del film il tema principale della colonna sonora di Lo chiamavano Trinità....

## Segni distintivi
Nel 1971 Franco Ferrini pubblicò sulla rivista Bianco e Nero un articolo in cui individuava nove situazioni-tipo che distinguevano il western all'italiana da quello classico. Queste situazioni riguardavano l'uso diverso che negli spaghetti-western viene fatto dell'alcol, dei nomi, della banca, delle armi, della legge, del cimitero e del duello.
Al di là di questo, si può dire che nei western all'italiana il protagonista non è quasi mai un eroe, ma più spesso un antieroe mosso da interesse invece che da motivazioni idealistiche. Il western italiano non è, poi, ottimista né tantomeno moralista come quello classico, e presenta quasi sempre il denaro come unico vero interesse dei personaggi. Le storie e le scene sono in genere più cruente, i personaggi più cinici, "niente più storie d'amore e lunghe e noiose chiacchierate dal tono moraleggiante ma tantissima violenza e azione a volte spinta ai livelli più estremi".
Nei western all'italiana la classica distinzione fra il "buono" e il "cattivo" viene così a sfumarsi notevolmente rispetto al western americano: specie dalla rivoluzione stilistica imposta da Sergio Leone in poi, tutti i personaggi, anche quelli "positivi", appaiono in genere più cinici, trasandati, sporchi, ma in fondo più realistici; le stesse ambientazioni più inospitali, i villaggi appaiono desolati e polverosi. Ne esce, in definitiva, un'immagine certamente meno epica e in generale molto più dura dell'Ottocento americano nelle regioni del West. Da questo punto di vista, il fatto che gli autori dei film (e il pubblico a cui erano destinati principalmente) non fossero americani, ha senza dubbio consentito di distaccarsi con maggiore libertà dagli stereotipi più tradizionali e nostalgici del West, viceversa sentito ancora dagli statunitensi come un'epopea nazionale.
Anche per questo motivo, inizialmente, il genere fu visto con diffidenza dagli americani (il termine stesso, spaghetti-western, aveva infatti anche un sottinteso vagamente dispregiativo): alle differenze stilistiche si aggiungeva infatti una sorta di dissacrazione del mito del west, che aveva l'aggravante, dal loro punto di vista, di provenire da autori non americani.
Un tema assente nei western all'italiana è anche la guerra ai "pellirosse", caratteristica dovuta alla oggettiva difficoltà nel reperire in Europa attori con una credibile fisionomia da "pellerossa", ma probabilmente dovuta anche al fatto che gli autori e il pubblico, non essendo americani, non avvertivano il bisogno di giustificare la guerra ai nativi.

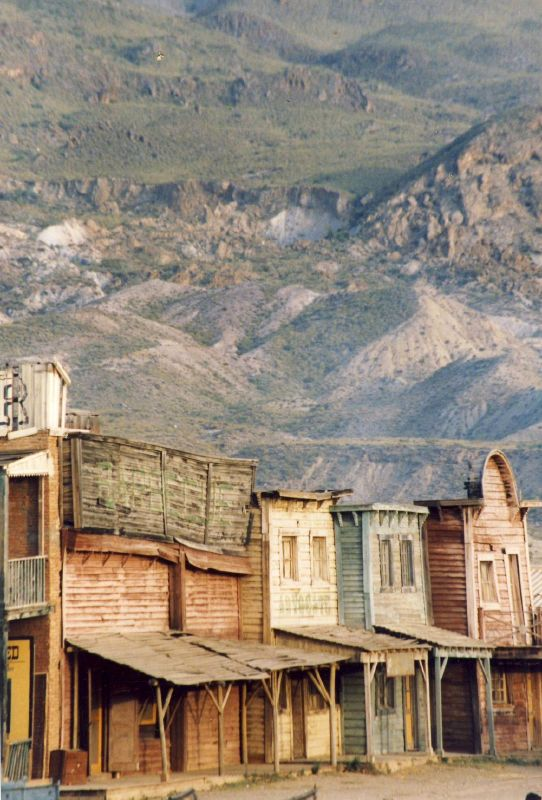
Set di vari film western diretti sia da Sergio Leone sia da altri registi situato ad Almería in Andalusia

Gli spaghetti-western venivano talvolta girati nel deserto di Tabernas nella provincia di Almería (Andalusia, Spagna), dove furono realizzate molte scenografie e vere e proprie cittadelle western (tuttora esistenti e riconvertite all'uso turistico con parchi tematici) che sfruttavano l'ambiente naturale desertico circostante, molto simile a quello americano, ma ovviamente meno costoso. Molte altre pellicole furono ambientate in luoghi dell'Italia centrale (specie del Lazio) e del Sud Italia. Spesso le riprese hanno avuto luogo in zone di alta quota, dove è facile la formazione di fenomeni nuvolosi: ciò spiega come mai in molti film il sole sia poco o per nulla visibile, elemento che finiva per accrescere il carattere 'desolato' delle scenografie. Le locazioni più usate erano la piana carsica di Camposecco, presso Camerata Nuova (ai confini fra Lazio e Abruzzo), il parco della Valle del Treia fra Roma e Viterbo, le zone di Bassano Romano e Formello (all'epoca scarsamente urbanizzate), le cave di travertino presso Tivoli Terme e la campagna di Lunghezza alla periferia di Roma, e ancora i Piani di Castelluccio, nei pressi di Norcia, i rilievi dell'Amiata e del Gran Sasso. Furono girate delle scene di alcuni film anche nel Tavoliere delle Puglie in prossimità del Gargano, dove il territorio assume i tipici caratteri di desolazione e di vegetazione selvaggia, compresa la presenza di cactus. In Calabria il luogo prediletto dei registi si trovava nei territori collinari, e desertici d'estate, tra Mesoraca e Isola di Capo Rizzuto. Temi ricorrenti dei western girati in Spagna (dove si ricorreva a comparse locali) erano la Rivoluzione messicana, i banditi messicani e la zona "calda" del confine tra il Messico e gli USA.
Tipici del genere sono anche i titoli, particolari e quasi "parlanti", delle vere e proprie frasi che rispecchiano gli stereotipi delle pellicole (vedasi filmografia a fondo pagina), al pari dei nomi e soprattutto dei soprannomi dei personaggi: Trinità, Alleluja, il Magnifico...
Altrettanto caratterizzante è la presenza ricorrente di alcuni personaggi, Django, Sartana, Sabata, per citare i più famosi, a creare delle saghe a volte lunghe anche una decina di film, che puntavano molto sul richiamo del personaggio già noto al pubblico, oppure creando ogni volta nuovi protagonisti molto simili tra loro (ci sono svariati Joe ed altrettanti Colt, vedasi anche qui la filmografia).
Un elemento caratteristico è la presenza di molte sparatorie e l'uccisione di molte persone, soprattutto da parte del "buono" che si fa giustizia da solo. In questo contesto rientra anche la presenza costante del duello, spesso alla fine del film, vero apice di tutta la vicenda.
Altro elemento che ha reso questo genere molto caratteristico e di culto è lo stile delle locandine dei film, per la maggior parte realizzate da Renato Casaro.
Frequente nei western all'italiana fu anche la presenza di attori bambini, generalmente in ruoli di comprimario, ma in due pellicole come assoluti protagonisti: Kid il monello del West (1973) e L'ostaggio (1975).

## Analisi critica
Molte produzioni di spaghetti-western erano a basso costo e gli esterni venivano perciò girati in luoghi che ricordavano il lontano west americano ma erano meno dispendiosi, spesso in Spagna e in Italia, più raramente, nell'Africa mediterranea. Inoltre molti film alla loro uscita furono considerati dei film di serie B, cioè opere di bassa qualità. In realtà, come abbiamo avuto modo di vedere, accanto a produzioni di carattere esclusivamente commerciale e senza pretese artistiche, figurano opere come la già citata trilogia del dollaro e C'era una volta il West, considerate concordemente dalla critica delle pietre miliari della storia del cinema. Oltre a Sergio Leone, altri noti registi (fra cui Tonino Valerii, Florestano Vancini, Duccio Tessari, Sergio Corbucci, Enzo G. Castellari, Lucio Fulci e Sergio Sollima) si cimentarono nel genere, spesso con buoni risultati qualitativi. 
Non vi è dubbio comunque che lo spaghetti-western, per il tipo di personaggi e di situazioni rappresentate, abbia dato un'ulteriore spinta, anche negli Stati Uniti, verso un revisionismo del western. Già dalla fine degli anni sessanta gli stessi americani infatti dovettero fare i conti col nuovo stile rimbalzato dall'Europa e imposto da Sergio Leone, tanto che già dalla prima metà degli anni settanta in molti western prodotti negli Stati Uniti si nota una diversa impostazione di personaggi e situazioni, che si fa via via più vicina a quella dello spaghetti-western di qualità, piuttosto che al western classico alla John Ford.
Secondo il critico Gian Piero Brunetta:

## Influenza nella musica
È dei primi anni settanta l'infatuazione di molti produttori giamaicani di musica reggae, e in particolare di Lee "Scratch" Perry, per il western all'italiana; passione che li porta a pubblicare molti brani ispirati da film e da personaggi di questo genere cinematografico. In particolare Lee Perry pubblica alcuni album ispirati al genere: l'album del 1969 Return of Django contenente l'omonima (e famosa) canzone, dove il titolo è un esplicito riferimento al film Django di Sergio Corbucci, del 1966; l'album del 1970 Clint Eastwood con brani quali For A Few Dollars More (dal film Per qualche dollaro in più di Sergio Leone) e Clint Eastwood, l'album del 1970 The Good, the Bad and the Upsetters (chiaramente ispirato dal film di Sergio Leone, Il buono, il brutto, il cattivo); l'album del 1970 Eastwood Rides Again. Sulle copertine di molti di questi dischi Perry e i componenti degli Upsetters (backing band di Perry) appaiono addirittura vestiti da cowboy con tanto di cappello, speroni, pistola e cavallo. Anche altri produttori (Joe Gibbs) subiscono tale fascino, che li porta a pubblicare canzoni intitolate Lee Van Cleef e Franco Nero.
Alcune raccolte hanno recentemente cercato di testimoniare la grande influenza degli spaghetti-western sulla musica reggae delle origini:
- AA.VV. - For A Few Dollars More (28 Shots Of Western Inspired Reggae)[9] (pubblicato da Trojan Records nel 1998)
- AA.VV. - The Big Gundown (Reggae Inspired By Spaghetti Westerns)[10] (pubblicato da Trojan Records nel 2004)

## Influenza nel gaming
I videogiochi Red Dead Revolver, Red Dead Redemption, e, il successore, Red Dead Redemption II, tutti prodotti da Rockstar Games, sono stati influenzati dal western italiano, non nascondendone omaggi e riferimenti espliciti. 

## La retrospettiva della Mostra di Venezia
Nel 2007 si è svolta una retrospettiva, nell'ambito della Mostra Internazionale d'Arte Cinematografica di Venezia, che ha voluto rendere omaggio al genere. L'iniziativa si proponeva non solo di fornire allo spettatore una veduta d'insieme del western italiano, ma anche e soprattutto di rivalutare molti film trascurati in passato dalla critica. In tale ottica va vista l'assenza dalla manifestazione dei film di Sergio Leone, la cui fama e il cui prestigio internazionale erano già fuori discussione. La retrospettiva, curata da Manlio Gomarasca e Marco Giusti includeva 32 titoli:
- I sette del Texas (Antes llega la muerte) di Joaquín Luis Romero Marchent
- 100.000 dollari per Ringo di Alberto De Martino
- Il ritorno di Ringo di Duccio Tessari
- Ringo del Nebraska di Mario Bava e Antonio Román
- Un dollaro bucato di Giorgio Ferroni
- Django di Sergio Corbucci – versione integrale
- The Bounty Killer di Eugenio Martín
- La resa dei conti di Sergio Sollima
- Navajo Joe di Sergio Corbucci
- Sugar Colt di Franco Giraldi
- Un fiume di dollari di Carlo Lizzani
- Yankee di Tinto Brass
- 10.000 dollari per un massacro di Romolo Guerrieri
- El Desperado di Franco Rossetti
- Il tempo degli avvoltoi di Nando Cicero
- La morte non conta i dollari di Riccardo Freda
- Se sei vivo spara di Giulio Questi
- Ognuno per sé di Giorgio Capitani
- Preparati la bara! di Ferdinando Baldi
- Tepepa di Giulio Petroni
- Una lunga fila di croci di Sergio Garrone
- E Dio disse a Caino di Antonio Margheriti
- La taglia è tua... l'uomo l'ammazzo io di Edoardo Mulargia
- Lo chiamavano Trinità... di E.B. Clucher
- Matalo! di Cesare Canevari
- Vamos a matar compañeros di Sergio Corbucci
- La vendetta è un piatto che si serve freddo di Pasquale Squitieri
- Il grande duello di Giancarlo Santi
- Il mio nome è Shangai Joe di Mario Caiano
- Una ragione per vivere e una per morire di Tonino Valerii
- I quattro dell'apocalisse di Lucio Fulci
- Keoma di Enzo G. Castellari

## Protagonisti

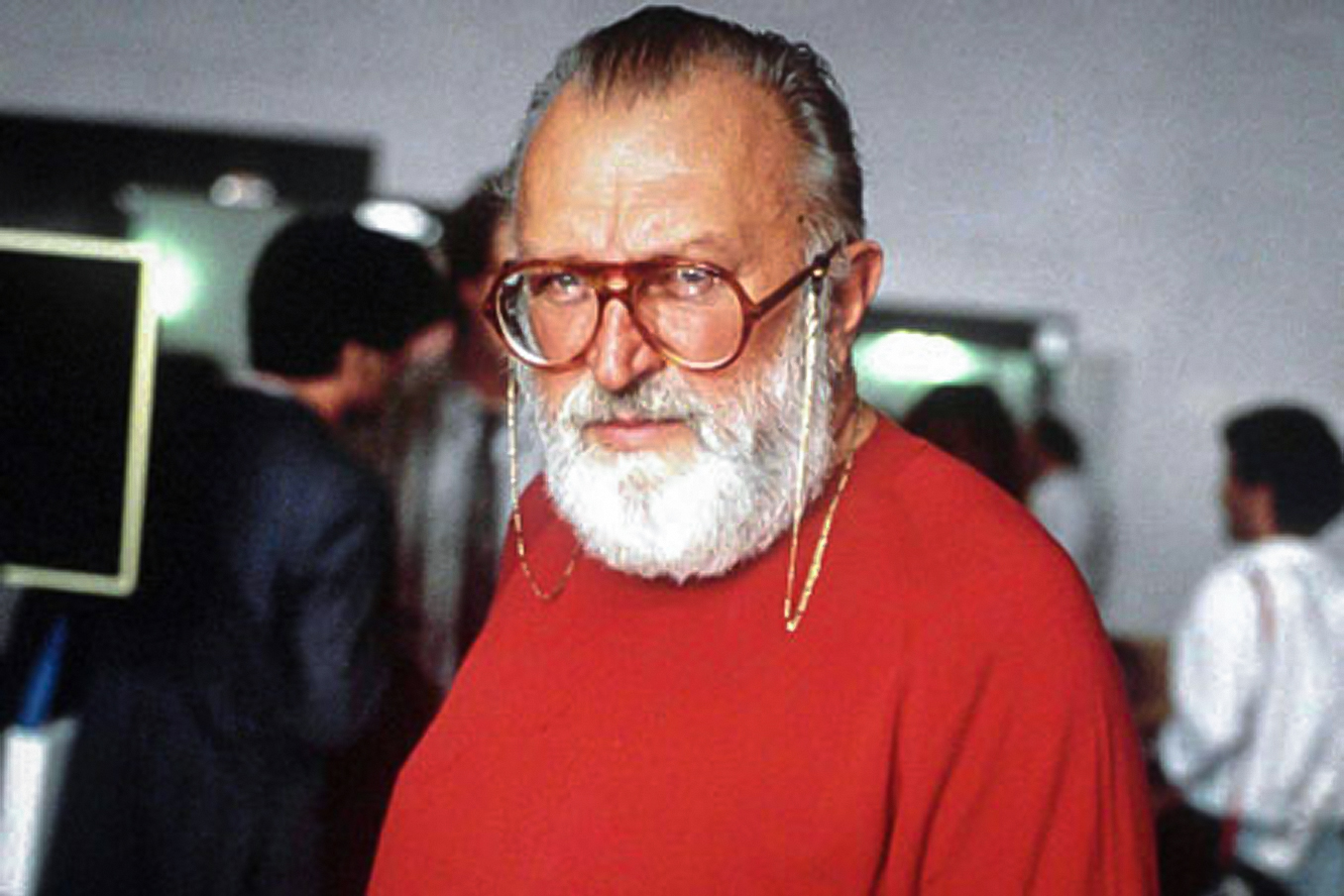
Sergio Leone sul set di C'era una volta in America (1984)

Tra i registi più rilevanti e maggiormente attivi nel genere, ci furono Sergio Leone, Sergio Corbucci, Sergio Sollima, Giuseppe Colizzi, Giulio Petroni, Duccio Tessari, Tonino Valerii ed Enzo G. Castellari.

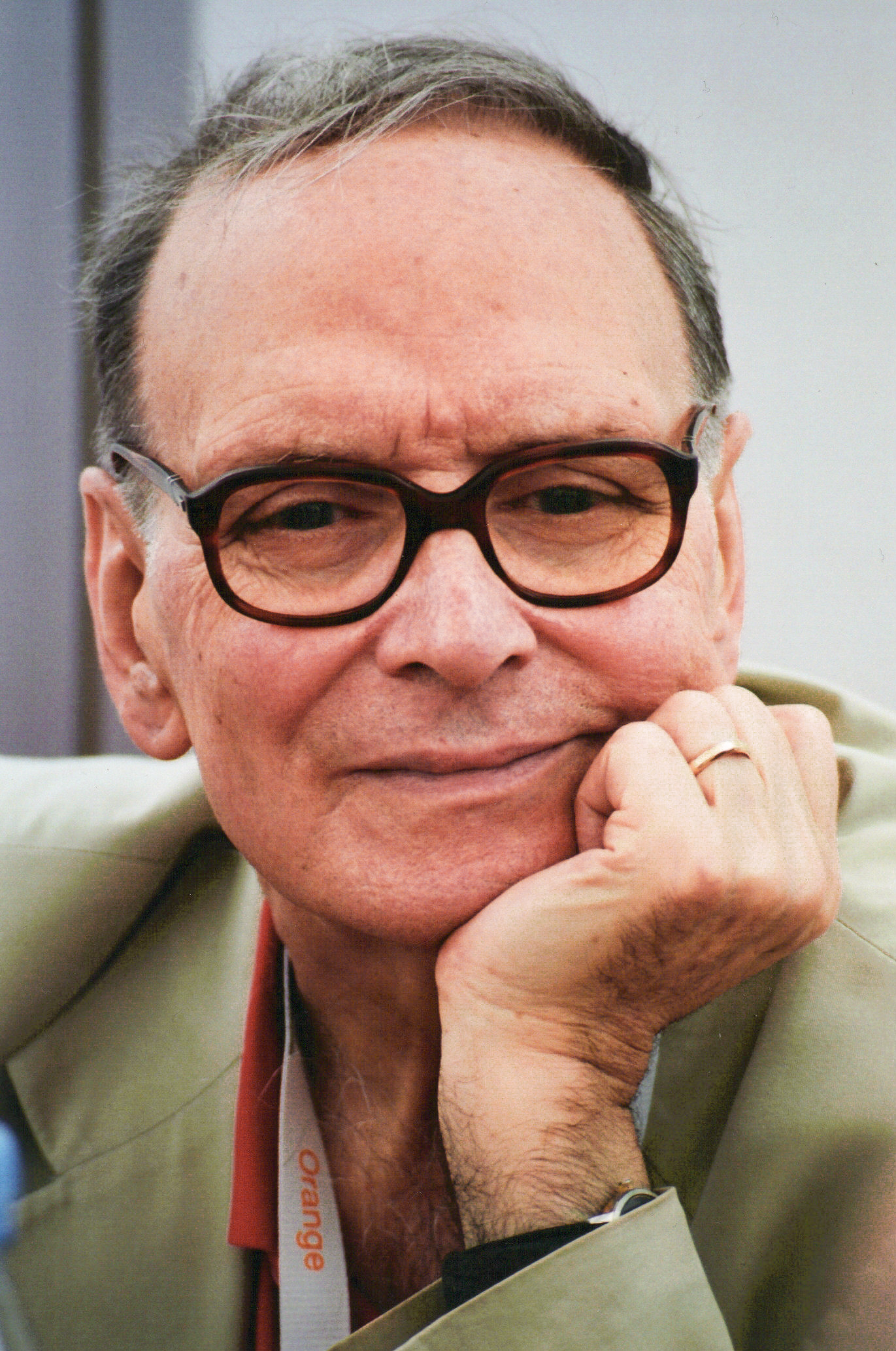
Ennio Morricone

Tra i compositori delle colonne sonore, si segnalano Ennio Morricone, Luis Enríquez Bacalov, Francesco de Masi, Carlo Savina e Riz Ortolani.

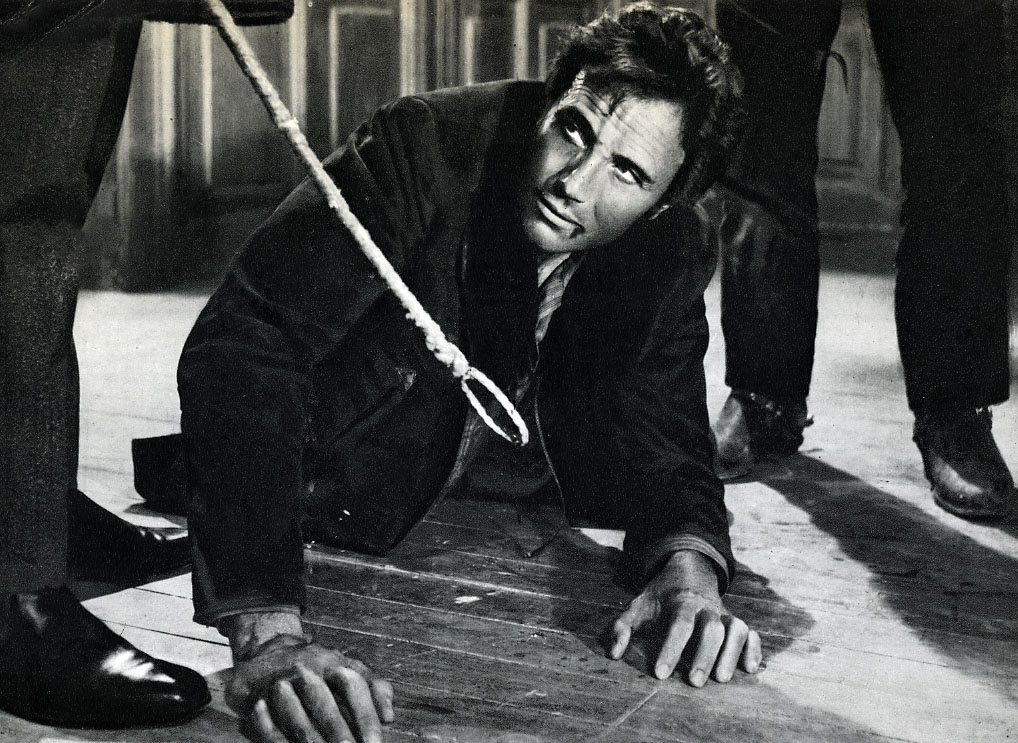
Anthony Steffen nel film Il pistolero segnato da Dio (1968) di Giorgio Ferroni, come Jackson Calvin Padget